# ديفيد خان (صحفي)
ديفيد خان (بالإنجليزية: David Kahn)‏ هو صحفي أمريكي، ولد في 28 يوليو 1961 في بورتلاند في الولايات المتحدة.